# Ashura (Soul Eater)
(Ashura rivolto a Shinigami nel manga)
Ashura (阿修羅?, Ashura) è il principale antagonista della serie manga e anime Soul Eater di Atsushi Ohkubo, conosciuto anche semplicemente come "Kishin" (鬼神?, Kishin), ossia "dio demone".

## Il personaggio

### Aspetto
Ashura è di solito raffigurato come un giovane ragazzo dalla pelle pallida e dai capelli scuri. Prima di diventare un Kishin, Ashura indossava numerose sciarpe, lunghe, bianche e avvolte attorno al collo, e numerose camicie, ognuna di un colore diverso, coperte da un gessato rosso e nero, accompagnato da pantaloni a zampa di elefante, decisamente esagerati per lui. Dopo la sua rinascita, al fine di compensare la totale mancanza di abbigliamento, tentò di utilizzare la sua pelle per rispecchiare il più possibile il suo abbigliamento originale, creando varie sciarpe di pelle per coprire il suo corpo nudo, procurandosi una giacca rossa e i soliti pantaloni.

### Carattere
Ashura è il personaggio più complesso di tutta la serie. Nonostante appaia calmo e tranquillo, in realtà è una persona che ha paura di tutto: già in passato, ai tempi degli Otto grandi guerrieri, Shinigami dice che Ashura indossava maglioni su maglioni e sciarpe su sciarpe, per evitare il contatto fisico con la gente. Per alleviare le sue paure, Ashura si è convinto che era necessario ottenere il potere assoluto, così cominciò a divorare le anime degli innocenti. Ashura ha una visione della pace che condivide solo lui, considera l'Ordine come un'illusione di pace e sicurezza e come una catena che impedisce alla gente di essere quello che in realtà è, consigliando di lasciarsi andare alla Follia. Oltretutto ritiene che l'immaginazione sia una delle principali cause che porta l'uomo ad aver paura.
Essendo l'incarnazione della Paura, il comportamento di Ashura è estremamente irregolare: se un attimo prima è calmo e razionale, un attimo dopo è pazzo e accecato dalla paura; questo comportamento imprevedibile lo rende estremamente pericoloso, visto che influisce anche sul suo stile di combattimento.

### Il terzo occhio
Ashura, come simbolo, ha adottato tre occhi verticali, in quanto egli possiede un terzo occhio sulla fronte. Inoltre, ogni ciocca dei suoi capelli è simile a un occhio. Lo stesso simbolo ve l'ha impresso sulle sciarpe di pelle e tatuato sulle mani. Nelle religioni, in particolare in quelle induiste e buddiste, il terzo occhio tende simboleggiare uno stato di illuminazione e di consapevolezza superiore, concetti totalmente opposti alla mentalità di Ashura, totalmente devoto alla follia.

## Storia

### Antefatto
Ottocento anni prima dell'inizio della serie, Ashura faceva parte di un gruppo di otto individui dalle capacità eccezionali, noti come gli Otto grandi guerrieri (旧支配者?, Guratto Orrudo Wan), il cui leader era proprio Shinigami. Si racconta che Ashura, pur essendo uno dei più forti nel gruppo, fosse sempre spaventato da qualcosa o da qualcuno. In questo frangente conobbe l'arma Vajra, che inizio a collaborare con lui nel tentativo di liberarlo dalle sue paure. Un evento che presagiva l'instabilità di Ashura avvenne quando ai guerrieri fu assegnata una missione per eliminare un gruppo di streghe; arrivati sul posto, scoprirono che Ashura li aveva preceduti, massacrandole tutte da solo.
Alla fine, nonostante l'aiuto di Vajra, le sue paure e le sue insicurezze lo portarono a divorare le anime di persone innocenti, tra cui due dei suoi compagni e perfino la sua stessa arma, cosa che lo porto a diventare un Kishin.
Ciò porto Shinigami a combattere contro di lui, sconfiggendolo e strappandogli la pelle, in modo da imprigionarlo in essa. Successivamente, Shinigami fondò sopra il santuario in cui Ashura fu imprigionato la Shibusen, in modo da impedire la nascita di un nuovo Kishin.

### L'attacco di Medusa e il risveglio di Ashura
Durante la festa per l'anniversario della fondazione della Shibusen, Medusa con i suoi alleati si introduce nella scuola intenzionata a risvegliare Ashura, rinchiuso nei sotterranei della scuola.
Mentre Maka affronta con Soul nuovamente il maestro d'armi Crona, Elka e Free riescono a iniettare il sangue nero nella sacca in cui Ashura è rinchiuso, risvegliandolo e liberandolo. Successivamente, Shinigami tenta di fermare il Kishin ed impedirgli la fuga, ma non ci riesce.

### Aracnophobia vs Shibusen (nell'anime)
Nell'anime, Ashura si rifugia in un monastero abbandonato per impedire di essere trovato da Shinigami. Viene però trovato da Aracne, che ha scelto di unire le forze del Kishin e dell'Aracnophobia per distruggere la Shibusen. Ashura accetta e Aracne lo conduce al castello di Baba Yaga. Durante la battaglia contro l'Aracnophobia, Shinigami riesce a far muovere Death City e a trasportarci dentro il Kishin, in modo che egli possa combatterlo. Sconfitto Shinigami, Ashura uccide anche Aracne, divorandole l'anima e trasformandosi in un essere gigantesco e mostruoso.
Sopraggiungono però Maka Albarn, Black Star e Death the Kid, che cominciano a combattere contro il primo Kishin. Ashura è troppo potente e riesce a mettere al tappeto tutti, persino Maka e Soul; tuttavia, Maka si alza in piedi e combatte sola contro il Kishin, sconfiggendolo definitivamente.

### Battaglia sulla luna (nel manga)
Nel manga, Ashura si rifugia sulla Luna, in modo da diffondere tutta la sua follia sulla terra, creando un esercito di Clown. La Shibusen riesce a raggiungerlo, e ingaggia battaglia contro i clown. Dopo la sconfitta del suo esercito di Clown, Ashura esce dal suo nascondiglio e viene temporaneamente assorbito da Crona. Dopo aver avuto la meglio su Crona, Ashura rivelerà di essere figlio dello Shinigami, nato come Kid da un frammento delle sue paure, ciò fa di lui il fratello maggiore di Kid. Dopo una cruenta battaglia, Maka e Soul riescono ad entrare dentro il suo corpo per far uscire Crona, ma questo, per cercare di redimersi dai peccati commessi, decide di rimanere lì dentro per aiutare Maka e gli altri a sigillare il Kishin con il sangue nero presente nel suo corpo, visto che egli è divenuto immortale essendo la personificazione della paura. Dopo che Maka e Soul riescono a procurargli una ferita, Ashura viene sigillato dal sangue nero sulla luna con Crona. Qui, Ashura rimarrà sigillato ad aspettare il momento in cui la Follia farà di nuovo crollare l'Ordine.

## Abilità
Le sue abilità lo rendono uno dei personaggi più potenti della serie, tant'è che solo Shinigami può competere con lui. Il suo stile di combattimento dimostra la sua pazzia: è imprevedibile e da un semplice attacco può passare ad un attacco di violenza inaudita. Inoltre ha una resistenza incrollabile: per tutta la battaglia finale del manga, Ashura non avrà nemmeno un graffio sul suo corpo, se non alla fine quando verrà sigillato. A complicare le cose, c'è il fatto che Ashura, essendo la reincarnazione della paura stessa, è divenuto immortale. Nell'Anime, grazie al sangue nero ha il potere di rigenerarsi.

### Vajra
Vajra (ヴァジュラ?, Vajura) fu l'arma di Ashura prima di diventare un Kishin. Nella sua forma trasformata ha l'aspetto di un vajra reale con le estremità appuntite, mentre da umano era una ragazza piuttosto giovane. Ashura la può utilizzare anche in forma Kishin, rigurgitandola dalla bocca e utilizzandola come trapano o per sparare letali raggi d'energia. Nell'anime Ashura la rigurgita per l'ultima volta combattendo contro Maka, stavolta espellendola definitivamente e rimanendo indebolito.

### Follia della Paura
Come spiega Stein, ogni umano ha dentro di sé una traccia, seppur minima, di follia. Gli Otto Grandi Guerrieri rappresentano gli attributi che portano gli uomini alla follia. In particolare, Ashura possiede la Follia della Paura (恐怖発狂?, Kyōfu hakkyō), che influisce sulla paura e sul timore, incrementadoli e portando fuori controllo le persone che ne vengono a contatto, espandendola come una malattia. Ashura può anche utilizzare la follia per generare terribili illusioni o concentrarla per creare dei veri e propri esseri viventi, i Clown. 
Tuttavia, vi sono molti modi di resistere alla follia, come avere uno spirito forte (come Black Star) o possedere l'Onda Anti-demone (come Maka Albarn). Tuttavia, come affermato da Ashura stesso, l'unica cosa in grado di contrastare appieno la follia della paura è la sua controparte, la follia dell'Ordine.
Contro Maka, Black Star e Death the Kid, Ashura condensa la sua follia tramite le sue sciarpe, creando delle sfere nere di follia che poi scaglia contro l'avversario. Le sciarpe, dopo l'utilizzo di questa tecnica, sono ancora piene di questa energia, che Ashura può usare come potenziamento per esse.

### Generazione di Clown
I Clown (道化師?, Dōkeshi) rappresentano la follia incarnata e hanno la stessa lunghezza d'onda di Ashura. Ne sono stati menzionati alcuni:
- Il Clown: Conosciuto semplicemente come il Clown, è il primo a comparire nella serie. Prima viene sconfitto da Maka, e poi ricompare con Justin Law, fondendosi con lui per dargli maggiore potenza. È in grado di staccare il suo naso per dar vita ad un attacco potente.
- Kaguya (かぐや?, Kaguya): Clown che compare durante la battaglia sulla Luna. Essa assomiglia ad una giovane ragazza, vestita con un lungo soprabito di pelliccia e con una fiamma sulla testa. I suoi attacchi si basano proprio sul suo pesante soprabito, di cui possiede varie versioni per creare una grande varietà di mosse offensive e difensive.
- Coniglio Bianco (白兎?, Shirousagi): Clown dal capello a cilindro che compare durante la battaglia sua Luna. Sotto la sua giacca, nasconde innumerevoli tentacoli e sembra avere la capacità di attraversare i muri. È colui che attacca il dirigibile della Shibusen diretto sulla Luna. In seguito si fonde con Kaguya e con Raggio di Luna dando vita ad un mostro dalla potenza spaventosa, che viene però sconfitto da Maka.
- Raggio di luna (月光?, Gekkō): Clown dalla forma insolita, che compare durante la battaglia sua Luna. La sua testa è composta da un oggetto metallico a forma di luna crescente e il resto del corpo è formato da un lungo soprabito in cui sono ricamate stelle e lune. È in grado di generare diverse lune in grado di creare raggi distruttivi e potenti esplosioni.

### Sangue Nero
Il Sangue Nero (黒血?, Kokketsu) è un amplificatore di follia creato da Medusa con lo scopo di creare un nuovo Kishin. Nell'anime, Ashura lo utilizza per rigenerare velocemente le sue ferite anche gravi, ricomponendo persino interi arti, potendolo anche indurire per fornire un'efficace difesa contro gli attacchi. Nel manga, invece, pare che Ashura riesca a rilevare la presenza del sangue nero di Crona.

## Curiosità
- Il simbolo di Ashura (i tre occhi verticali) è ispirato sul simbolo di Emine, personaggio del manga B. Ichi, il cui autore è sempre Atsushi Ōkubo. Inoltre, i Clown che genera sono un riferimento ai Dōkeshi (Pagliacci) dell'omonimo manga.
- Ashura possiede numerosi riferimenti alle religioni induiste e buddiste. Innanzitutto, il suo nome è ispirato alla razza mitologica e demoniaca degli Asura (in contrapposizione ai Deva, gli dei, a cui è ispirato Shinigami). Il concetto di terzo occhio è un simbolo di illuminazione (totalmente opposto al carattere folle del personaggio), mentre il segno con la mano che usa per attaccare è un Mudrā, un gesto simbolico del buddismo e del taoismo. La sua arma è, oltretutto, un Vajra, uno strumento rituale simbolicamente utilizzato da varie religioni orientali.
- La scena del risveglio di Ashura si basa su una scena del video musicale di Aphex Twin Come to Daddy.